# Kuća Vettii
Kuća Vettii je domus smješten u rimskom gradu Pompeji, koji je sačuvan erupcijom Vezuva 79. godine. Kuća je dobila ime po svojim vlasnicima, dvojici uspješnih oslobođenika: Aulusu Vettiusu Convivi, Augustalisu i Aulusu Vettiusu Restitutusu. Pomna iskapanja sačuvala su gotovo sve zidne freske, koje su dovršene nakon potresa 62. godine, na način na koji povjesničari umjetnosti nazivaju pompejski četvrti stil. Kuća Vetti nalazi se u regiji VI, u blizini Vezuvskih vrata, omeđena Vicolo di Mercurio i Vicolo dei Vettii. Kuća je jedan od najvećih domusa u Pompejima, proteže se cijelim južnim dijelom bloka 15. Tlocrt je oblikovan u tipičnom rimskom domusu s izuzetkom tablinuma koji nije uključen. Dvanaest je mitoloških scena u četiri kubikula i jednom trikliniju. Kuća je ponovno otvorena za turiste u siječnju 2023. nakon dva desetljeća obnove.

## Tlocrt
Tlocrt kuće Vettii obično se dijeli na pet glavnih dijelova: veliki atrij, mali atrij, veliki peristil, mali peristil i trgovina. Kuća ima veliki vrt, kao i glavne stambene prostorije i prostorije za poslugu. Servisni prostori su koncentrirani oko manjeg atrija dok su glavni stanari ostali oko većeg atrija. Postoje dva ulaza u glavne dijelove kuće, glavni ulaz se nalazi na istočnoj fasadi, ulazi se iz Vicolo dei Vettii, a drugi se ulazi iz Vicolo di Mercurio na južnom pročelju. Osim toga, postoji pet malih prozora na istočnom pročelju, dva uska okomita prozora na južnom pročelju, i jedan mali prozor na zapadnom pročelju.
Mali atrij i mali peristil nalaze se na sjevernom dijelu kuće. Veliki atrij okružuju četiri kubikula (spavaće sobe), koje su najvjerojatnije pripadale glavnim stanarima kuće. Tu su i dvije ale i zimski triklinij koji okružuje atrij. Da bi se u atrij ušlo s glavnog ulaza, potrebno je proći kroz fauces i vestibul. Mali atrij okružuju četiri prostorije za koje se pretpostavlja da su služile za poslugu i kao spremišta. Kuhinja je također smještena u blizini malog atrija zajedno s kubikulumom namijenjenim za smještaj kuhara i impluvijem, koji je dizajniran za hvatanje kišnice iz otvora na krovu. U jugoistočnom kutu malog atrija pronađeno je stubište, ali drugog kata više nema.
U kući se nalaze dva servisna prostora, a prvi je smješten oko malog atrija. Drugi je bio dostupan iz glavnog atrija kuće, kao i drugi ulaz iz Vicolo di Mercurio na južnom pročelju. Ovdje su se velika vrata otvarala u trgovinu ili inače poznatu kao taberna. Tegleće životinje su prebačene kroz ova vrata i smještene u staju u trgovini. Osim dućana je dodatna komora i zahod.
Gledajući kroz glavni ulaz i veliki atrij, moguće je vidjeti stražnji vrt, okružen velikim peristilom. Na peristil gledaju dva triklinija, oekus i dvije ostave. Većina soba u kući otvara se ili prema prednjem hodniku ili prema stražnjem vrtu. Mali peristil nalazi se sjeverno od kuće. Uz mali peristil nalaze se triklinij i kubikul.
Ono po čemu je kuća Vettii jedinstvena je to što nema tablinuma.

## Freske
Kuća Vettii ima veliki izbor freski u četvrtom Pompejskom stilu. Sačuvano je dvanaest ploča koje prikazuju mitološke scene. Znamo da je to četvrti stil po kombinaciji prethodna tri stila. Na dnu zida vidimo prsten od umjetno obojenog mramora, koji je pokazatelj Prvog pompejskog stila. Drugo, postoji interes za stvaranjem iluzionističkih scena, vidljivih u gornjem prstenu i osim mitoloških scena, koje su posuđene iz Drugog stila. Naposljetku, nerealno tanki stupovi koji podupiru gornji prsten zidnih fresaka preuzeti su iz trećeg stila. Novo u stilu su mitološke scene, kojih je u Kući Vettii ostalo dvanaest. Vjeruje se da su prizori kopirani prema grčkim uzorima, ali grčke slike  s kojima bi se usporedile freske nisu preživjele. Dvanaest ploča smješteno je u dva triklinija smještena izvan peristilnog vrta i triklinija pokraj malog peristila. Ostali su u trikliniju i kubikulumu lijevo od glavnog ulaza. Kombinacija slike stvara temu božanske nagrade i kazne, a jedna posebno pokazuje moć Jupitera (Zeusa) i njegovih sinova kao provoditelja svjetskog poretka.
Osim dvanaest mitoloških slika, još mnogo umjetnina izloženo je u kući Vettii. Najpoznatija su dva prikaza Prijapa, boga plodnosti. Prva slika Prijapa je freska na vratima. Slika prikazuje Prijapa kako vaga svoj falus na vagi. Druga slika odražava prvu, ali u mramoru.

### Iksionova kazna
Ova mitološka scena nalazi se na istočnom zidu sjevernog triklinija koji se nalazi uz veliki peristil. Ova mitološka scena prikazuje trenutak kada je Iksion, kralj Lapitha, kažnjen zbog izdaje Zeusa. Nakon što ga je bog primio na Olimp, Iksion je počeo žudjeti za Zeusovom ženom, Herom. Nakon što ju je Iksion pokušao zavesti, Zeus stvara božicu oblaka Nefelu u liku Here. Iksion liježe s Nefelom i njihov spoj stvara kentaure. Za kaznu, Zeus protjeruje Iksiona s Olimpa i naređuje Hermesu da veže Iksiona za krilati vatreni kotač koji će se okretati zauvijek.
U ovoj sceni, Iksion je vezan za kotač, a Hermes stoji u prvim redovima, prepoznatljiv po svojim krilatim sandalama i kaduceju. Hefest stoji za volanom, s jednom rukom naslonjenom na kotač kako bi ga pokrenuo. Hermes, međutim, također drži jednu ruku na kotaču i drži je mirno dok gleda u Heru. Desno na prijestolju sjedi Hera, koja drži dugačko zlatno žezlo i nosi zlatnu krunu. Pokraj nje je njezina glasnica, Iris, koja pruža ruku kako bi predstavila Heru Iksionovu kaznu. Hera odmakne svoj tanki veo kako bi promatrala prizor. Mlada žena sjedi pored Hermesa s jednom podignutom rukom. Znanstvenici je identificiraju ili kao Iksionovu majku ili kao Nefelu.

### Dedal i Pasifaja
Mitološka scena, Dedal i Pasifaja, nalazi se na sjevernom zidu istog triklinija gdje je prikazana Iksionova kazna. Ova scena prikazuje ženu kralja Minosa, Pasifaju, i zanatliju Dedala, kojemu je Pasifaja naredila da napravi kravu kako bi mogla spavati s dragocjenim bikom svog muža. Njezina požuda prema biku bila je posljedica toga što je kralj Minos odbio žrtvovati bika Posejdonu, razljutivši boga koji je kaznio kralja Minosa natjeravši Pasifaju da požudi za bikom. Pasifaja kasnije zatrudni s Minotaurom. Dedala i njegovog sina Ikara kaznio je zatvorom kralj Minos zbog njegove pomoći, što je dovelo do poznatog mita o krilatom bijegu s Krete.
U ovoj sceni prikazan je Dedal kako predaje Pasifaji drvenu kravu. Dedal se nalazi u sredini slike okrenut leđima. Jednu ruku stavlja na drvenu kravu, a drugom rukom pokazuje kravu Pasifaji i njezinoj pratnji. Pasifaja sjedi s lijeve strane s dvije sluge iza nje. sve tri figure gledaju pored Dedala, fokusirajući se na područje iznad krave. Jedan poslužitelj pokazuje na otvor na leđima krave. Dječak sjedi s lijeve strane Dedala, ili šegrt ili Ikar. Dječak u desnoj ruci podiže čekić, a u lijevoj drži dlijeto, naslonjeno na drvenu gredu.

### Dioniz otkriva Arijadnu
Posljednja mitološka scena u sjevernom trikliniju je kako Dioniz otkriva Arijadnu na južnom zidu. Scena Dionizovog otkrivanja Arijadne bila je popularna tema u grčkom vaznom slikarstvu. Prikazuje trenutak kada Dioniz otkriva Arijadnu, kćer kralja Minosa i Pasifaje. Nakon što ju je napustio Tezej, ubojica Minotaura, Dioniz ju je pronašao kako spava na otoku Naksosu i oženio ju je.
U ovoj sceni Arijadna leži na velikoj leopardovoj koži, leđima okrenuta gledatelju. Nosi zlatne narukvice i narukvice, sitne plave cvjetove u kosi i žuti ogrtač sa svijetloplavim rubom. Ogrtač je omotan oko njezinih nogu i povučen prema naprijed. Leđa i zadnjica su joj goli. Desnim laktom se naslanja na bijeli jastuk, a lijeva joj je ruka na vrhu glave, a prstima dodiruje desnu ruku. Bog sna, Hipnos, stoji desno od slike, pored Arijadninog jastuka. On drži granu iznad Ariadne kako bi poškropio vodu iz male zlatne posude u lijevoj ruci, izazivajući san. Hipnos je krilat i odjeven u zelenu donju haljinu dugih rukava, svijetloplavu traku oko glave i smeđe čizme sa zlatnim lavom na gornjem rubu. Lijevo od slike Dioniz stoji u lošem stanju. Prema onome što se može zaključiti, Dioniz stoji u blagom tročetvrtinskom pogledu, nosi bršljanovo lišće u kosi i dugi crveni ogrtač koji mu prednji dio ostavlja otkrivenim. Gleda dolje u Arijadnu, s visokim tirsom u lijevoj ruci. Tirsos ima kružni skup lišća i zlatnog orla raširenih krila. Uz Dioniza su tri satira, dva s desne i jedan s lijeve strane. Na slici su vjerojatno prikazane dvije maenade. Jedan je prikazan desno od Dioniza, odjeven u dugu zelenu odjeću i lišće u kosi. Menada gleda prema Arijadni. Drugi je s desne strane Ariadne, gleda preko njezina ramena. U sredini satir podiže rub Arijadnina plašta i pokazuje prema njezinu otkrivenom tijelu. Kupid je prikazan u donjem desnom uglu s rukama sklopljenim oko desne noge dok gleda u Arijadnu. U lijevom kutu su crvena i plava tambura i dvije male zlatne činele. U pozadini je prikazan morski pejzaž.

### Pentejeva smrt
Scena Pentejeve smrti nalazi se u južnom trikliniju, okružuje veliki peristil i naslikana je na istočnom zidu. Scena prikazuje Penteja, legendarnog kralja Tebe, kojeg su ubile Dionizove sljedbenice. Kada se Dioniz vratio u Tebu, Pentej je odbio vjerovati da je Dioniz božanstvo kao bog i zatvorio ga je, zabranjujući mu štovanje. Dioniz je pobjegao i začarao Penteja da ode na planinu Cithairon, prerušen u menadu. Ondje je promatrao slavlje Dionizova kulta od strane žena iz Tebe. Nazočne su bile Pentejeva majka Agava i njene sestre Ino i Autonoe . Žene su otkrile Penteja skrivenog iza bora, ali su ga zamijenile za lava. Žene su tada napale Penteja, rastrgavši ga na komade.
U prikazanoj sceni Pentejeva majka i njezine sestre otkrile su Penteja i počele ga trgati. Sprijeda je Pentej koji je pao na jedno koljeno. Lijeva ruka je podignuta prema glavi, a desna ispružena prema van s dlanom prema gore. Sa svoje desne strane on zuri u maenadu koja mu je nogom na lijevom koljenu i lijevom rukom uhvatila njegovu kosu. Ona podiže tirs u desnoj ruci da ga udari. S njegove lijeve strane nalazi se još jedna maenada koja ga objema rukama hvata za lijevu ruku i naginje se unatrag kako bi ga povukla natrag. Ispod Penteja je koplje. Iza njega su još tri ženke. Središnja menada drži kamen iznad svoje glave, spremajući se da ga baci u Penteja. U svakom gornjem uglu nalaze se dvije erinije . Erinija u lijevom kutu podiže bič da udari Penteja.

### Kažnjavanje Dirke
Druga mitološka scena u južnom trikliniju je Dirčejeva kazna, koja se nalazi na južnom zidu. Ova scena prikazuje Dirku, Likosovu ženu, koju kažnjavaju Amfion i Zet . Amfion i Zetus bili su blizanci koje je rodila Antiopa, nećakinja Likosa, nakon što ih je zaveo Zeus . Nakon što su blizanci rođeni, Lykos ih je izložio na planini Cithairon, ali ih je pronašao pastir koji ih je uzeo. Kao kaznu, Lykos je zatvorio Antiopu i dopustio svojoj ženi, Dirki, da prema njoj postupa okrutno. Na kraju je Antiopa pobjegla i ponovno se ujedinila sa svojim sada odraslim sinovima, ali ju je ponovno uhvatio Dirku, koji je naredio da se Antiopa ubije tako što ju je vukao bik. Amphion i Zethus spasili su svoju majku i ubili Dirku na isti način na koji je ona namjeravala dati njihovu majku ubiti.
U središtu scene je bik koji na kraju ubija Dirku. Bik se propinje i baci naprijed. Dirka leži ispod bika s podignutim rukama s obje strane bika. Konop kruži oko bikovog tijela i privezan je za Dirkin desni zglob. Tirsos se nalazi lijevo od Dirke. S obje strane bika su Amphion i Zethus koji se pripremaju pustiti bika. Brat s desne strane drži uže omotano oko bikovog vrata. Brat s lijeve strane stoji u profilu, desnom rukom hvatajući uže koje okružuje bikovo tijelo, a lijevom hvata Dirkinu desnu ruku.

### Dijete Heraklo davi zmije
Završna mitološka scena u južnom trikliniju je dijete Heraklo kako davi zmije, a nalazi se na sjevernom zidu. Ova scena prikazuje Herakla kao dijete kako davi zmije koje je poslala Hera da ga ubiju. Heraklo je sin Alkmene i Zeusa, Herinog muža. Hera postaje ljubomorna na ovu vezu i namjerava ubiti plod afere svog supruga. Ona šalje dvije zmije u Heraklov krevetić, ali dijete s lakoćom ubija zmije.
Ove scene prikazuju priču iznutra. U daljini se vide krovni trijem i bijeli jonski stupovi. U pozadini s lijeve strane prikazan je veliki oltar. Na vrhu oltara gori vatra uz zlatnu kapu. Ispred vatre se stavlja zeleni vijenac. S desne strane oltara je Zeusov orao. Heraklo je u središtu kompozicije u prvom planu. Njegovo desno koljeno je savijeno i oslonjeno na pod dok je lijevo ispruženo. Zmije se uvijaju oko Heraklovih ruku i nogu. Zmijske glave su uhvaćene u Heraklovim rukama. Mala drvena batina naslonjena je na mali kamen ispred Herakla. Desno je Amfitrion, Alkmenin muž, koji sjedi na prijestolju. Amfitrionovo desno stopalo povučeno je unazad i počiva na zlatnom podnožju. Lijeva mu noga počiva na podu. U lijevoj ruci drži dugačko zlatno žezlo, dok desnom dodiruje bradu dok zbunjeno gleda Herakla. Iza Amfitriona, Alkmena trči s desne strane scene, prestravljena. Ruke su joj ispružene, a glava okrenuta prema natrag kako bi pogledala Herakla. S lijeve strane gledatelju je leđima okrenut mladić, vjerojatno sluga. Drži dugačak štap, koji se oslanja na njegovo lijevo rame. Začuđeno podiže desnu ruku.

### Hrvanje Pana i Erosa
Mitološka scena, Hrvanje između Pana i Erosa, smještena je u jugoistočnom trikliniju, koji okružuje veliki atrij, na južnom zidu.
Pan i Eros se u ovoj sceni još ne bore. Zure jedno u drugo, iz profila. Eros pruža ruke prema Panu. Pognut je i raširenih nogu. Pan pozira slično, ali samo s desnom rukom podignutom prema Erosu. Lijeva mu je ruka postavljena iza leđa u hendikepu. Između Pana i Erosa nalazi se veliki kamen. Dioniz promatra dvije figure s lijeve strane scene. Sjedi sprijeda, na stijeni, oslonjen lijevom rukom. U lijevoj ruci drži tirs. Desna mu ruka počiva na bedru i drži zlatni vijenac za pobjednika. Dioniz nosi samo tamnocrveni plašt koji mu pokriva noge, visoke smeđe čizme i bršljanovo lišće u kosi. Uz Dionizovo desno stopalo nalazi se kantaros. Iza Dioniza, blago uzdignuta, nalazi se Arijadna. Ona također gleda natjecanje. Ona sjedi u tri četvrtine pogleda. Desna noga joj je ispružena, a lijeva savijena i koljeno podignuto. Ariadna nosi dugačku bijelu odjeću ispod svijetloplavog ogrtača s otkrivenim grudima i desnim ramenom i rukom. Između njezinih nogu počiva tirsos, kojeg podupire lijevom rukom. Njena desna ruka počiva na Dionizovom ramenu. Satir stoji iza Dioniza, zaklonjen kamenom. Satir nosi borov vijenac i odjeću zakopčanu na desnom ramenu. Na desnoj strani prizora Silen u lijevoj ruci drži borovu grančicu, a desnu ruku pruža s dlanom okrenutim prema gledatelju te Panu i Erosu. Silenus je gol osim crvene tkanine omotane oko struka i bršljanovog lišća u kosi.

### Ciparis
Posljednja mitološka scena u jugoistočnom trikliniju je Ciparis na sjevernom zidu. Prikazuje Ciparisa, Apolonovog ljubavnika, koji je pretvoren u čempres nakon što je ubio Apolonovog voljenog jelena.
Ciparis sjedi u sredini scene, sjedi na velikom kamenu i gleda udesno. Lijevom rukom drži tijelo na kamenu, a desnom se oslanja na nogu i drži zlatno žezlo. Njegova desna noga je savijena, a stopalo povučeno unatrag. Jedina odjeća koju nosi je ljubičasti ogrtač koji mu pokriva desno koljeno i prekriva lijevo bedro. Iz njegove glave diže se češar čempresa. S desne strane Ciparisa Apolonov pozlaćeni tronožac oslonjen je na kamen. Na podnožju tronošca omfalos je prekriven mrežom. Ispred kamena leži Apolonov jelen sa slomljenim kopljem koje viri sa strane. U pozadini, u gornjem lijevom kutu, prikazan je gornji dio tijela nimfe koja promatra Ciparisa. Naslanja se tijelom na kamenu gromadu, desnim laktom se oslanja na gromadu, a rukom pridržava glavu. U lijevoj ruci drži dvije grane.

### Ahilej na Skirosu
Posljednja mitološka scena u jugoistočnom trikliniju je Ahilej na Skirosu, naslikan na istočnom zidu. Ova scena prikazuje Ahilejev boravak na otoku Skirosu. Nakon što je saznala da će Ahilej umrijeti tijekom Trojanskog rata, njegova majka Tetida ga je poslala da živi na otoku Skiros. Ahilej je bio prerušen u djevojku među Likomedovim kćerima. Dok je živjela na Skiros, Deidamija je rodila Ahileju sina. Odisej otkriva Ahilejevo skrivanje i dolazi na Skiros da otkrije Ahileja. Odisej pokazuje darove pred kraljevom kćeri, uključujući oružje i oklope. Kad se oglasi truba, Ahilej grabi oružje, otkrivajući svoju pravu prirodu.
Prikazana scena je trenutak u kojem Ahilej čuje trubu i poseže za oružjem, obavještavajući ostale tko je on doista. Ahilej stoji u središtu kompozicije. Njegov gornji dio tijela je potpuno izgubljen. Ahilove noge su široko raširene, a lijeva je blago savijena, naizgled juriša udesno. Desno od prizora Odisej trči lijevo. U lijevoj ruci drži koplje, a s lijeve strane mu je privezan mač. Na glavi nosi bijeli pileus. S desne strane ženska figura, vjerojatno Deidamija, trči ulijevo leđima okrenuta gledatelju. Naga je osim žutih cipela, zlatnih narukvica i tamnosivog ogrtača koji joj prekriva noge. Druga ženska figura stoji iza Ahileja. Izgubljena je većina gornjeg dijela tijela. Koliko možemo vidjeti, ona trči lijevo od scene. Desna joj je ruka podignuta s otvorenim dlanom. Treća ženska figura stoji iza Odiseja, ona također trči ulijevo, osvrćući se na scenu dok trči. Ženka u desnoj ruci nosi cilindričnu košaru, a lijeva ruka uznemireno je podignuta. U pozadini, s lijeve strane, vidi se figura koja nosi kirasu ukrašenu Gorgoneionom i puše u trubu. Kralj je prikazan iza Ahileja.

### Heraklo i Auge
Jedina sačuvana mitološka scena u trikliniju uz mali peristil su Heraklo i Auge, naslikani na južnom zidu. Ova scena prikazuje mit o silovanju Auge, kćeri kralja Taega i svećenice Atene, od strane pijanog Herakla. Rezultat ovog događaja je začeće Telefa.
Auge čuči na jednom koljenu na obali potoka u središtu scene. Spuštenom desnicom podiže sveti peplos Atene iz vode. Lijeva joj je ruka ispružena kako bi odbila očito pijanog Herakla. Heraklo se naginje ulijevo, a desna mu je noga savijena prema natrag kako bi se pokazalo da posrće. Pokušava se poduprijeti palicom u lijevoj ruci. Heraklo nosi samo lavlju kožu omotanu oko desne ruke i prebačenu preko leđa. Desnom rukom hvata rub Augeina plašta koji joj pokriva samo noge i leđa. Heraklov luk i tobolac vise s remena na lijevom zapešću. Ženska pratilja stoji lijevo od Augea. Desnom rukom drži rub peplosa, a lijevom rukom brani Herakla. Iza tri figure su dvije ženske osobe. Jedna nosi zeleno lišće u kosi i dugu zelenu odjeću ukrašenu Gorgoneionom. Pogledala je Augeova suputnika i podigla kantharos iznad Augeove glave, lagano nagnuta da bi se natočila. U lijevom dlanu drži plitku posudu ili krunu. Druga figura ima velika, zelena, raširena krila i plavi nimbus iza glave. Figura hvata ispruženu lijevu ruku suputnice.

### Ariadna koju je Tezej napustio
U kubikulu uz veliki atrij na sjevernom zidu naslikana je Arijadna koju je Tezej napustio. Ova scena prikazuje Arijadnu koju je Tezej napustio na otoku Naksosu nakon njihovog bijega s Krete jer je Tezej ubio Minotaura. Nakon te scene proizlazi scena kako Dioniz otkriva Arijadnu.
Ariadna leži na velikoj crvenoj tkanini prostrtoj na zemlji. Noge su joj ispružene ulijevo, a torzo se izvija prema promatraču. Njezina lijeva ruka dodiruje crvenu tkaninu, dok joj je desna ruka podignuta do usta dok gleda u brod koji se povlači slijeva. Kupid stoji iza Arijadne i stavlja lijevu ruku na njeno lijevo rame, pokazujući desnom rukom prema dućanu u lijevom dijelu scene. Brodom upravljaju tri figure. Prvi je kormilar i on sjedi na krmi, blago nagnut naprijed, s kormilom u desnoj ruci. Ova figura je vjerojatno Tezej. Dvije manje figure sjede s obje strane jarbola. Jedan drži veslo, a drugi namješta jedro. U donjem lijevom kutu stoji ribar.

### Heroja i Leander
Na južnom zidu u kubikulu je slika Heroja i Leander. Ova slika prikazuje ljubavnike Heroju i Leandara koji su živjeli na suprotnim obalama Helesponta. Leander je želio biti sa svojom ljubavnicom pa je svaku noć preplivao tjesnac, vođen bakljama koje je Heroja postavila u kulu na plaži. Jedne noći oluja ugasi svjetlo, zbog čega se Leander utopio. Izbezumljena, Heroja se za njim baca u more.
Leander je prikazan u vodi, samo s vijencem od žutog lišća. Pliva udesno s lijevom rukom ispruženom prema kružnom tornju koji zauzima desni dio slike. Heroja se naginje kroz prozor kule odjevena u žutu odjeću i u desnoj ruci drži baklju za Leandra. Na lijevoj strani Helesponta, Leandrov sluga sjedi na stijeni. Pruža lijevu ruku prema Leanderu i drži svjetiljku koja se nalazi na stijeni pokraj njega. Tamna odjeća prebačena je preko stijene lijevo od sluge, najvjerojatnije Leandrova odjeća. U podnožju scene ljestve su naslonjene na stijenu u blizini sluge. Desno su vodoravne daske koje stvaraju most, koji vodi do druge stepenice platforme tornja. Tri dupina plivaju iznad Leandera u kompoziciji.

## Vlasnici
Znanstvenici su utvrdili da je kuća Vettii bila u vlasništvu Aulusa Vettiusa Convive i Aulusa Vettiusa Restitutusa, bivših robova ili oslobođenika. Znanstvenici su došli do ovog zaključka nakon pronalaska imena na dva brončana pečata koji se nalaze u prednjoj dvorani. Na jednom od pečata bilo je ugravirano 'A. Vetti Restituti' ili 'Aulus Vettius Restitutus'. S druge strane 'A. Vetti Convivaes' [sic] ili 'Aula Vettiusa Convive' bio je urezan u pečat. Osim toga, pronađen je prsten s inicijalima AVC Daljnji dokazi podupiru identifikaciju vlasnika kroz voštane pločice i obavijesti zalijepljene s vanjske strane kuće. Sačuvane poslovne pločice Lucija Cecilija navode A. Vettiusa Convivu kao svjedoka. Tablet identificira Convivu kao slobodnog čovjeka. Ostali dokazi o Convivinom položaju u rimskom društvu, a usput i njegovom vlasništvu nad kućom Vettii, nalaze se u obliku grafita. Na južnom pročelju kuće identificiran je kao Augustalis, vrsta svećenika, što se zrcali u fragmentima pečatnog prstena koji je bio skraćeno s 'Aug' iza njegovog imena. Znanstvenici su, međutim, primijetili da se ne može sa sigurnošću tvrditi da su Vettii vlasnici, unatoč tome što većina vjeruje da jesu, zbog ograničenih epigrafskih (ugraviranih) dokaza. Vjeruje se da je obitelj Vetti bila oslobođenik aristokratske obitelji. Ovo uvjerenje je temeljeno na cognomina, ili trećem danom imenu, Conviva i Restitutus koje se povezuje sa ropstvom kao i bogatstvom ukrasa u kući Vettii. Nadalje, položaj Augustalisa često su držali bivši robovi. Ime 'Restitutus' također je bilo uobičajeno robovsko ime. Znanstvenici su raspravljali o odnosu dvojice muškaraca, mnogi vjerujući da su bili braća ili surobovi. Druge teorije sugeriraju da je Conviva posjedovao kuću, a Restitutus je bio sin, brat ili oslobođenik, ili drugi važan član kućanstva koji je naslijedio kuću nakon Convivine smrti.

## Reference
- Butterworth, Alex and Ray Laurence. Pompeii: The Living City. New York, St. Martin's Press, 2005.
- (Stoa.org)  On-line companion to Penelope Mary Allison, Pompeian Households: House of the Vettii  Arhivirana inačica izvorne stranice od 19. lipnja 2008. (Wayback Machine)
- John R. Clarke, Andrew Otwell, David Richard, Denise Ketcham,  * Heather Matthews "The House of the Vettii at Pompeii: An Interactive Exploration of Roman Art in the Domestic Sphere" (currently inactive)
- Rowland, Ingrid D. (2014). From Pompeii : The Afterlife of a Roman Town. Cambridge, Massachusetts: Harvard University Press.

## Daljnje čitanje
- R. Etienne, Pompeii. The Day a City Died (London 1986; 3rd ed. 1994)
- R. Laurence, Roman Pompeii: Space and Society  (London, 1994)
- A. Wallace-Hadrill, Houses and Society in Pompeii and Herculaneum (Princeton, 1994)
- Beth Severy-Hoven, 'Master Narratives and the Wall Painting of the House of the Vettii, Pompeii', Gender and History 2012, vol. 24 (3) 540-80
- Rowland, Ingrid D. (2014). From Pompeii : The Afterlife of a Roman Town. Cambridge, Massachusetts: Harvard University Press.

## Vanjske poveznice
|  | Zajednički poslužitelj ima još gradiva o temi Kuća Vettii |